# Côn Đảo
Côn Đảo (en vietnamita: Côn Đảo, literalmente Islas Con) son un archipiélago de la Provincia de Bà Rịa–Vũng Tàu, en el sureste de Vietnam, y a la vez un distrito de esta provincia.
Durante el mandato francés sobre el territorio el archipiélago fue llamado Poulo Condore.
Situado a unos 185 km (115 millas) de Vung Tau y 230 kilómetros (143 millas) de la ciudad Ho Chi Minh, el grupo incluye 16 islas e islotes montañosos. La superficie total alcanza 75,15 kilómetros cuadrados y la población local es de unos 5.000 habitantes.
El grupo de islas es servida por el aeropuerto Cỏ Ống.

## Historia
El 16 de junio de 1702, la Compañía Británica de las Indias Orientales fundó un asentamiento en Pulo Condore como un entrepôt para los barcos que navegaban entre India y China. Tres años después, el 2 de marzo de 1705, los mercenarios Bugis contratados por los ingleses se amotinaron y asesinaron a los agentes, destruyeron la factoría y expulsaron a los colonos restantes.
Durante las guerras intestinas de la Corte de Huế, el príncipe Nguyen Nguyễn Phúc Ánh cedió las islas a Francia en el Tratado de Versalles a cambio de asistencia militar. Sin embargo, el tratado fue anulado ya que Francia no proporcionó la ayuda prometida.
Fue solo mediante la conquista que las islas pasaron al control francés en 1861. Durante la época colonial francesa, la Isla Côn Sơn se hizo tristemente famosa por sus instalaciones penales y las notorias "jaulas de tigre". Nacionalistas y revolucionarios vietnamitas y camboyanos eran enviados aquí para cumplir sus condenas por actividades antifrancesas. Muchos líderes comunistas vietnamitas también fueron "educados" en la Isla Côn Đảo.
El gobierno indochino francés nombró al grupo de islas como islas Poulo-Condore, un nombre que proviene del nombre en malayo Pulo Condore (pulau que significa "isla" y kundur que significa "calabaza de cera"). Las islas pueden ser identificadas con las Satyrorum insulae de Claudio Ptolomeo (Islas de los Sátiros), un nombre que probablemente se deriva de los monos endémicos de las islas, el Macaca fascicularis ssp. condorensis|macaco cangrejero de cola larga (Macaca fascicularis ssp. condorensis). Ptolomeo se refiere a las tres islas habitadas por personas, "que supuestamente tienen colas como las que se representan que tienen los sátiros".
En 2020, la Armada de los Estados Unidos envió barcos en ejercicios de libertad de navegación alrededor de las islas para desafiar lo que consideraban "demandas marítimas excesivas" de Vietnam.

## Islas
- Côn Sơn o Côn Lôn (51,52 km²)
- Hòn Côn Lôn Nhỏ (5,45 km²)
- Hòn Bảy Cạnh (5,5 km²)
- Hòn Cau (1,8 km²)
- Hòn Bông Lan (0,2 km²)
- Hòn Vung (0,15 km²)
- Hòn Ngọc (4,4 km²)
- Hòn Trứng (0,1 km²)
- Hòn Tài Lớn (0,38 km²)
- Hòn Tài Nhỏ (0,1 km²)
- Hòn Trác Lớn (0,25 km²)
- Hòn Trác Nhỏ (0,1 km²)
- Hòn Tre Lớn (0,75 km²)
- Hòn Tre Nhỏ (0,25 km²)
- Hòn Anh
- Hòn Em

## Parque Nacional de Côn Đảo
Muchas de las islas recibieron el estatus de protección en 1984 como parte del Parque Nacional de Côn Đảo. Este parque natural fue posteriormente ampliado en 1998. Entre las especies en peligro protegidas dentro del parque se incluyen la tortuga carey, la tortuga verde, los delfínes y el dugongo. Los ecosistemas representados en el parque incluyen praderas marinas, manglares y arrecifes de coral.
El Parque Nacional de Côn Đảo está trabajando con el Fondo Mundial para la Naturaleza (WWF) Vietnam para fortalecer la protección en las áreas marinas, con programas para establecer un Área Marina Protegida que proteja los arrecifes de coral, las praderas marinas y las especies, al mismo tiempo que desarrolla un ecoturismo sostenible basado en la naturaleza. La gestión de la isla está fuertemente orientada hacia el uso sostenible, con la esperanza de aprender de experiencias anteriores en Vietnam y la región para equilibrar el desarrollo con la conservación.